# 戈雅克 (洛特-加龙省)
戈雅克（法語：Gaujac，法語發音：[ɡoʒak]）是法国洛特-加龙省的一个市镇，属于马尔芒德区。

## 地理
戈雅克（44°29'23"N, 0°6'39"E）面积7.33 平方千米，位于法国新阿基坦大区洛特-加龍省，该省份为法国西南部内陆省份，北起多爾多涅省，西接吉倫特省和朗德省，南至热尔省，东临塔恩-加龙省和洛特省。
与戈雅克接壤的市镇（或旧市镇、城区）包括：马尔芒德、加龙河畔库蒂尔、马尔瑟吕、蒙普扬、圣巴泽耶。

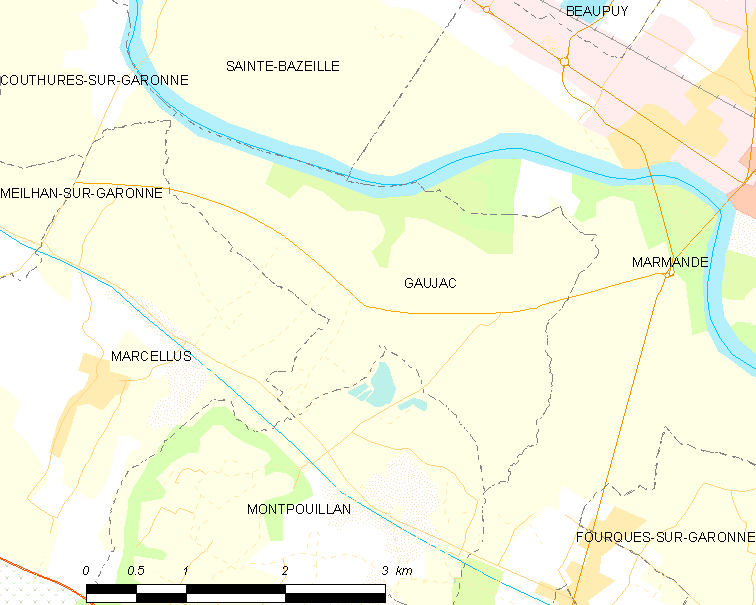
的OSM定位图

戈雅克的时区为UTC+01:00、UTC+02:00（夏令时）。

## 行政
戈雅克的邮政编码为47200，INSEE市镇编码为47108。

## 政治
戈雅克所属的省级选区为马尔芒德第一县。

## 人口

1962-2008年间人口变化图示

戈雅克于2022年1月1日时的人口数量为241人。